# Pselaphodes fengtingae
Pselaphodes fengtingae – gatunek chrząszcza z rodziny kusakowatych i podrodziny marników. Występuje endemicznie w Chinach.
Gatunek ten opisali po raz pierwszy w 2011 roku Yin Ziwei, Li Lizhen i Zhao Meijun na łamach Annales Zoologici. Jako miejsce typowe wskazano górę Tiantong Shan w Ningbo, w chińskiej prowincji Zhejiang. Epitet gatunkowy nadano na cześć Feng Tinga, który odłowił holotyp.
Chrząszcz ten osiąga od 2,3 do 2,8 mm długości i od 0,9 do 1 mm szerokości ciała. Ubarwienie ma rudobrązowe. Głowa jest dłuższa niż szeroka. Oczy złożone buduje u samca około 35, a u samicy około 20 omatidiów. Czułki buduje jedenaście członów, z których trzy ostatnie są powiększone, u obu płci niezmodyfikowane. Przedplecze jest tak długie jak szerokie, o niekanciastych brzegach przednio-bocznych. Pokrywy są szersze niż dłuższe. Zapiersie (metawentryt) u samców ma wyraźnie długie wyrostki. Odnóża przedniej pary mają uzbrojone guzkami spody krętarzy, po dużym kolcu na spodach ud oraz ząbkowane wierzchołkowe odcinki wewnętrznych krawędzi goleni. Odnóża środkowej pary mają liczne guzki na spodach krętarzy oraz po małym kolcu pośrodku ud. Odwłok jest duży.
Owad ten jest endemitem Chin, znanym z gór Tiantong Shan i Qingliangfeng w prowincji Zhejiang oraz góry Sanqing Shan w prowincji Jiangxi. Spotykany był na wysokości od 600 do 1600 m n.p.m.